# Фелдмаршал
Фелдмаршал (от немски: Feldmarschall, или генерал-фелдмаршал, на немски: Generalfeldmarschall) е висше воинско звание, съществувало в армиите на Германия, Австрия, Русия и др. Днес е запазено само в няколко държави – Великобритания (използвано от 1736 г.), Уганда и пр. Съответства по ранг в други армии на маршал, армейски генерал или по-ниски звания (исторически в Португалия, Бразилия, Мексико, Франция).
За първи път титлата фелдмаршал за главния военачалник се появява в държавата на Тевтонския орден през XIV век; по-късно се среща в Прусия. В германските държави (XVI век), Австрия и Русия (XVII век) е въведено званието генерал-фелдмаршал, което се присвоявало на главнокомандващи на армиите за особени заслуги във военно време.
До 1941 г. фелдмаршал е най-висшето воинско звание в сухопътните сили и ВВС на Третия райх (във флота съответстващо е званието гроссадмирал). През Втората световна война в Германия звание фелдмаршал са имали 26 генерала; от 1941 г. е въведено допълнителното звание райхсмаршал с единствен притежател Херман Гьоринг. След падането на Третия райх званието фелдмаршал е отменено.